# Willi van Ooyen

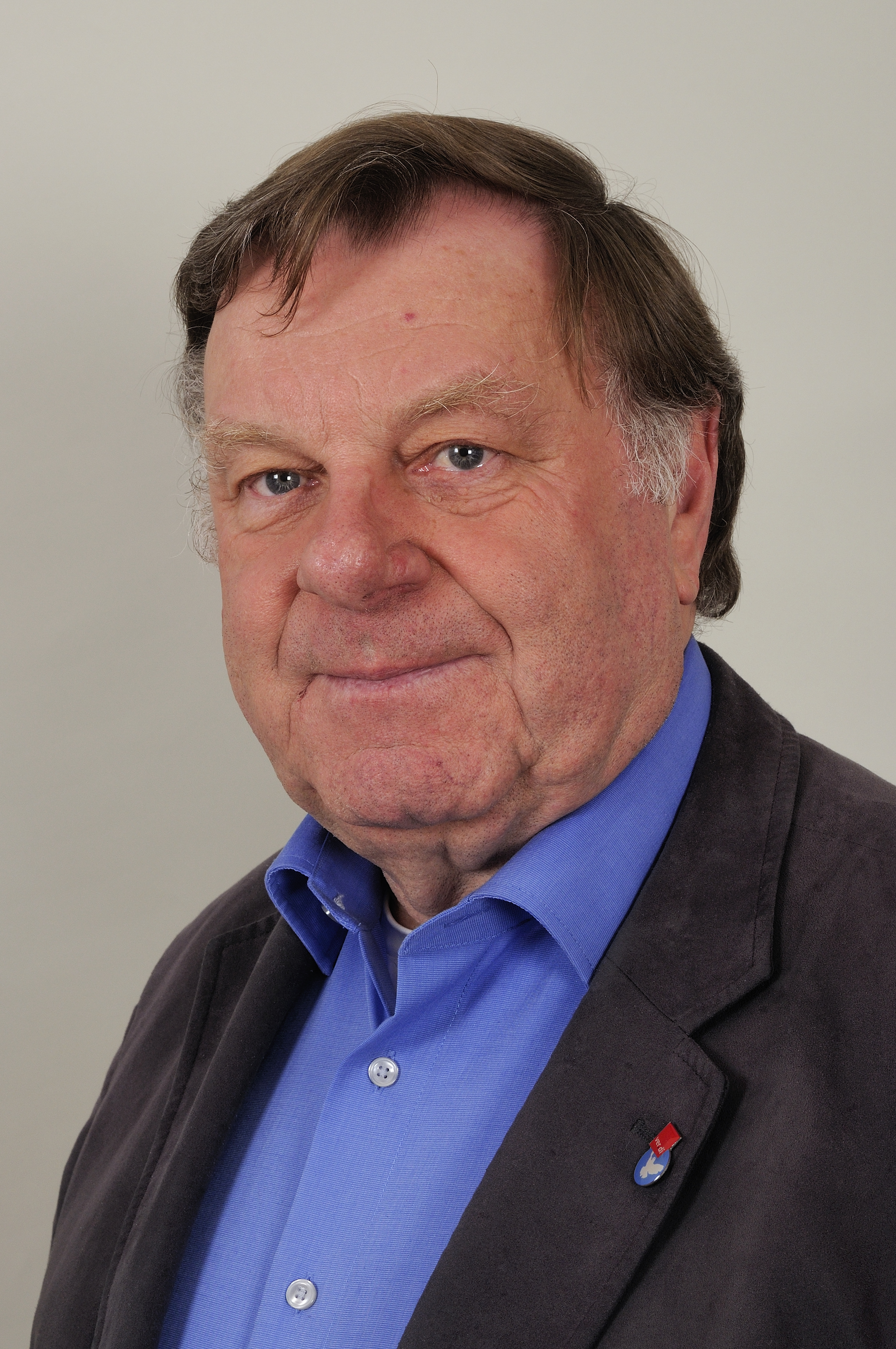
Willi van Ooyen (2013)

Willi van Ooyen (* 23. Februar 1947 in Weeze) ist Aktivist der Friedens- und Sozialforumbewegung, war ab 1976 Funktionär der 1990 aufgelösten Kleinpartei Deutsche Friedens-Union und von 2008 bis 2017 Abgeordneter der Partei Die Linke im hessischen Landtag.

## Leben
Van Ooyen ist das älteste von sieben Kindern eines katholischen Eisenbahners und Gewerkschafters. Er besuchte von 1953 bis 1962 die Volksschule. 1962 bis 1965 machte er eine Lehre als Elektroinstallateur bei der Bundesbahn. Neben der Berufstätigkeit legte er 1969 das Abitur ab. Für die Familiengründung zog er 1972 nach Frankfurt am Main. Dort begann er ein Studium der Geschichte und Pädagogik an der Johann-Wolfgang-Goethe-Universität und schloss zum Thema „Hessische Rahmenrichtlinien“ als Diplom-Pädagoge mit Auszeichnung ab.
1992 bis 1996 war er als Geschäftsführer der Werkstatt Frankfurt e. V. tätig. 1997 bis 2008 war er als Abteilungsleiter, Prokurist und Pädagogischer Leiter der Praunheimer Werkstätten gGmbH in Frankfurt am Main tätig. Dort wirkte er an Planungskonzeptionen für die Situation behinderter Menschen im Betreuungsbereich mit.
Er ist verheiratet und hat zwei erwachsene Söhne.

## Politischer Werdegang
Mit dem Beginn der Lehre trat er der Gewerkschaft GdED bei, später dann der ÖTV.  Die ÖTV ging 2001 in der Ver.di auf. Er war aktiv in der Lehrlingsbewegung und nahm seit 1966 an den Ostermärschen der Friedensbewegung teil. 1969 verweigerte er den Wehrdienst; während seiner Zivildienstzeit war er Sprecher der „Bundeszentrale der Selbstorganisation der Zivildienstleistenden“ in Düsseldorf und war beteiligt an den ersten bundesweiten Streiks der Zivildienstleistenden im April 1971. Er war Mitglied im Bundesvorstand des Verbandes der Kriegsdienstverweigerer und nach der Fusion (1974) ehrenamtlicher Landesgeschäftsführer der DFG-VK Hessen. Er war verantwortlich für verschiedene Aktionen zum Thema Vietnamkrieg, Militärputsch in Chile, gegen den Radikalenerlass und führte deutsch-französische Seminare zu sozialen und Friedensthemen durch.
Ab 1976 war er hessischer Landesgeschäftsführer und ab 1984 hauptamtlich einer von drei Bundesgeschäftsführern der Deutschen Friedens-Union, die sich 1990 nach dem Ende der finanziellen Förderung durch die SED auflöste.
Seit 1980 war er daran beteiligt, die Tradition der Ostermärsche wiederzubeleben. Er zählt zu den Initiatoren des „Krefelder Appells“, war Mitorganisator der großen Friedensaktionen der 1980er Jahre und der Veranstaltungen „Künstler für den Frieden“, der Konferenzen gegen den „Radikalenerlass“, hielt allerdings Distanz zur systemkritischen DDR-Friedensbewegung.
Er war ehrenamtlich aktiv in der „Sozialpolitischen Initiative“ („Armutsbericht für die Stadt Frankfurt am Main“), war Gründungs- und Vorstandsmitglied der „Denkfabrik e. V.“ (Kooperation Universität, Fachhochschule und Gewerkschaft), Sprecher des Bundesausschusses Friedensratschlag, Sprecher des Ostermarschbüros und Vorsitzender der „Friedens- und Zukunftswerkstatt e. V.“; er wirkte an der „Erfurter Erklärung“ mit.
Ein weiterer Schwerpunkt in der Arbeit für NGOs ist die Sozialforumsbewegung. Willi van Ooyen ist der Kopf der bundesweiten deutschen Sozialforen und des hessischen Sozialforums in Wiesbaden. Vernetzt sind diese Initiativen mit dem Weltsozialforum und den europäischen Sozialforen.
Im September 2007 wurde er zum Spitzenkandidaten der Partei Die Linke zur Landtagswahl in Hessen 2008 gewählt. Seiner Nominierung vorangegangen war der gescheiterte Versuch, Dieter Hooge zum Spitzenkandidaten der Linken zu wählen. Statt seiner wurde das frühere DKP-Mitglied Pit Metz gewählt. Pit Metz trat kurz darauf von dieser Kandidatur zurück und Willi van Ooyen wurde neuer Listenführer. Er gehörte der Partei zunächst nicht an, trat ihr aber im November 2008 bei. Mit dem Einzug der Partei in den hessischen Landtag erhielt van Ooyen neben fünf anderen Kandidaten seiner Liste ein Abgeordnetenmandat. Die Landtagsfraktion wählte ihn am 11. Februar 2008 zu ihrem Fraktionsvorsitzenden.
Auch 2009 und 2013 zog er wieder über die Landesliste in den Landtag ein. Während er bei den Landtagswahlen 2008 und 2009 im Wahlkreis Main-Taunus II kandidierte, trat er 2013 im Wahlkreis Main-Taunus I an. Zum 15. April 2017 legte er sein Landtagsmandat nieder.

## Kritik
Für seine Tätigkeit in der Deutschen Friedens-Union, die von der DDR jährlich mit Millionenbeträgen unterstützt wurde, wurde van Ooyen 2008 und 2010 scharf kritisiert. Van Ooyen erklärte, die „Probleme der Geldbeschaffung“ habe er weggeschoben, das sei wohl „naiv“ gewesen. Am 6. März 2008 sagte van Ooyen der Zeitung Die Welt in einem Interview: „Für Geldflüsse war ich nicht zuständig. Wir haben überall gesammelt und alles genommen, was uns angeboten wurde. Bei mir ist nie jemand mit Geld aus der DDR oder Moskau angekommen.“ Noch im November 1989 dagegen zeigte er sich gegenüber der taz im Detail informiert über die Geldflüsse aus der DDR. Die taz fasste van Ooyens Äußerungen zusammen: „Bundesdeutsche Handelsunternehmen im Ost-West-Geschäft investierten – notgedrungen oder gerne einen Teil ihrer Gewinne in den hiesigen Kampf für den Sozialismus. Wer in der BRD an Krim-Sekt oder Gorbatschow-Wodka verdienen wollte, hatte vertragsgemäß einen Teil der Rendite an DFU oder DKP auszuschütten. Van Ooyen plaudert damit aus, was in DFU- und DKP-Kreisen bislang als Verleumdung hartnäckiger Anti-Kommunisten galt.“ Der Historiker Hubertus Knabe warf van Ooyen in der Frankfurter Allgemeinen Zeitung am 9. Oktober 2008 vor, er habe nach 1976 eine Funktion eingenommen, die „man in der Zeit des Kalten Krieges einen Einflussagenten nannte“. Van Ooyen war laut der Birthler-Behörde kein Mitarbeiter des Ministeriums für Staatssicherheit.

## Publikationen
- Aspekte der politischen und historischen Entwicklungen der Friedensbewegung der Bundesrepublik Deutschland. In: Michael Berndt, Ingrid El Masry (Hrsg.): Konflikt, Entwicklung, Frieden. Emanzipatorische Perspektiven in einer zerrissenen Welt. Verlag Winfried Jenior, Kassel 2003 (Kasseler Schriften zur Friedenspolitik, Bd. 8), ISBN 3-934377-83-1 (online)